# Ryuji Izumi
Ryuji Izumi (født 6. november 1993) er en japansk fodboldspiller, som spiller for den japanske fodboldklub Nagoya Grampus.